# Добруські ялинники
Добруські ялинники (біл. Добрушскія ельнікі) — ботанічна пам'ятка природи республіканського значення у Добруському районі Гомельської області. Розташована за 1,5 км на південний схід від с. Чисті Лужі і за 15 км на північний схід від м. Добруша по трасі Гомель-Брянськ, на території Рамановицького і Добруського лісництв Гомельського лісгоспу. Острівні ялинники: 2 ділянки чорничного i 3 квасеничного типів, переважає швидкозростаюча карпатська раса ялини європейської. Площа ялинників складає 30,8 га. Вік дерев 60-100 років, висота до 35 м, діаметр 0,3—0,5 м (1983). Унікальні острівні місця зростання ялини на південь від межі її цілісного розширення. Охоронний статус доданий 27 грудня 1963 року.